# Дейчман Бьорвіка
Дейчман Бьорвіка (норв. Deichman Bjørvika) — головна публічна бібліотека мережі публічних бібліотек муніципалітету Осло. Вона розташована у районі Бьорвіка між станцією Осло С і будівлею оперного театру (Operahuset). Бібліотека названа на честь норвезького підприємця, філантропа Карла Дейчмана.
Будівельні роботи зі спорудження бібліотеки розпочалися у 2013 році та були завершені в грудні 2019 року. На  28 березня 2020 року було заплановано відкрити нову бібліотеку з колекціями зі старого приміщення на Хаммерсборзі та новими надходженнями. Проте відкриття, внаслідок коронавірусної пандемії у 2019—2020 років, було відкладено.
Офіційне відкриття бібліотеки відбулося 18 червня 2020 року.
Бібліотека здобула ряд нагород, серед інших премію Норвезької бібліотечної асоціації як Бібліотека 2020 року, нагороду Міжнародної федерації бібліотечних асоціацій (IFLA) Публічна бібліотека 2021 року і премію Trend Brand of the Year 2020 року.

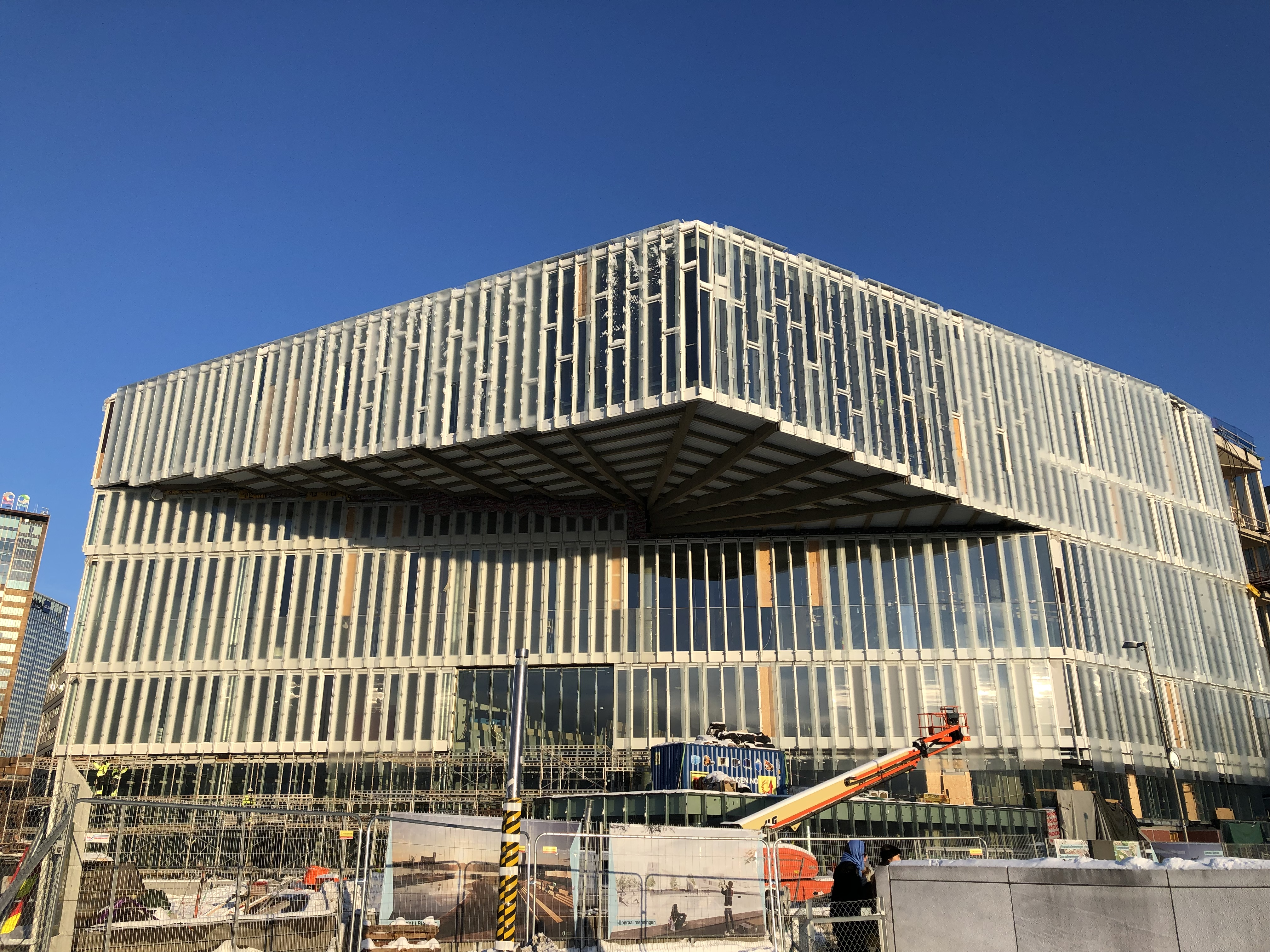
Вид будівництва нової головної бібліотеки Осло в Бьорвіці (січень 2019 року). Роботи тривали до кінця 2019 року. Проєктували будівлю архітектурна фірма Lund Hagem Arkitekter і Atelier Oslo. Самонесуча конструкція на верхніх поверхах виступає на 18 метрів, не закриваючи прямої видимості будівлі Опери з боку моря.

## Історія
У 1780 році Карл Дейчман заповів свою 7 тисячну колекцію книг громаді міста Крістіанії. Бібліотека була заснована для публічного прокату книжок для громадян у 1785 році. 1933 року головна бібліотека міста отримала власний монументальний новий будинок на Хаммерсборзі, біля Троїцької церкви у Регієнгскварталі.
У 2001 році муніципалітет Осло ухвалив рішення побудувати нову головну бібліотеку міста на Вестбані. У 2007 році Осло комуна та  державна керуюча компанія, замовник проєктів державного будівництва (Statsbygg) підписали контракт на передачу місця для культурного центру на Вестбанені. У 2008 році міська рада Осло та Міністерство культури представили пропозиції про те, що б комуна продала земельну ділянку назад до держави, яка ухвалила рішення побудувати там новий Національний музей мистецтва, архітектури та дизайну.
Весною 2009 року норвезька фірма Lund Hagem Arkitekter виграла архітектурний конкурс на будівлю нової головної бібліотеки столиці.
У 2013 році міська рада ухвалила рішення побудувати нову головну бібліотеку в Бьорвіці на найпрестижнішій і зручній з точки зору міської логістики ділянці, неподалік від Оперного театру і майбутнього нового Музею Мунка. Засновий камень був покладений 3 лютого 2017 року. Будівництва повинно було  бути завершено у 2019 році.
Близько 40 % площі будівлі віддано іншим установам, окрім бібліотеки.
Відвідувачі можуть безкоштовно отримати бібліотечну картку та користуватися всіма послугами бібліотеки незалежно від місця проживання.
Публічна бібліотека Осло, яка включає  22 філій головної бібліотеки, зазвичай згадується як Дейчман бібліотека. Зміна назви з бібліотека Дейчмана на Дейчман бібліотека сталася у 2018 році.
Стара головна бібліотека в Хаммерсборзі повністю закрила свої двері для відвідувачів напередодні 2019 року. Навесні 2020 року бібліотечна діяльність була переміщена до нової будівлі біля гавані Осло.

## Інтер'єр
На нижньому підземному поверсі будівлі розміщені книжкові стелажі, кінозал і зал для глядачів на 200 осіб.
На першому поверсі є кафе-бар/ресторан і рецепція. Фоє прикрашає легка світлоконструкція Мозковий штурм (Breinstorm), створена Ларсом О. Рамбергом (Lars Ø. Ramberg), яка складається з 400 метрів неонових трубок.
На другому поверсі представлена художня література. На третьому поверсі зібрані музичні твори, фільми, комікси, ігри та казки, а також допоміжні матеріали для занять хобі. На четвертому поверсі знаходяться книги з мистецтва, архітектури, здоров'я, технологій та природничих наук. Також є кілька кімнат для групових зібрань та навчальних приміщень. На п'ятому поверсі представлені книги з суспільних наук, історії, психології, філософії та релігії. Також є кілька навчальних приміщень, частина яких у більш відкритій секції, яка виступає над площею Енн-Кет з видом на Ослофьорд.
Загалом бібліотека містить понад 450 000 книг. Також тут є обладнання для різних заходів і видів діяльності: музичні інструменти, швейні машини, паяльне обладнання, 3D-принтери та інструменти.

## Українська книжкова поличка
У грудні 2022 року у рамках акції З Україною в серці за участі директора бібліотеки Кнута Скансена, Тимчасово повіреної у справах України в Норвегії Лілії Гончаревич та мера Осло Маріанне Борген була відкрита Українська книжкова поличка. 260 книг передав бібліотеці благодійний фонд Київської школи економіки у рамках ініціативи Першої леді Олени Зеленської. Українська поличка знаходиться на четвертому поверсі бібліотеки, дитяча література українською представлена на другому поверсі.

## Архітектура
В основу архітектурної концепції був покладений образ стопки книг зі зрушеним в бік верхнім рядом. Характерний профіль будівлі створений верхньою частиною, що виходить на площу Anne Cath. Vestlys plass й виступає на 18 метрів над головним входом. Це було зроблено для збереження огляду будівлі Опери з центру міста та з боку моря. При цьому консольна частина надає додатковий обсяг і звисає з даху. Складна конструкція даху забезпечує велику міцність конструкції. Від кожного входу до будівлі розташовані три похилі атріуми. Вони забезпечують видимість аж до даху. Фасад частково обшитий світлопрозорими листами полікарбонату.
Будівля бібліотеки Дейчман Бьорвіка отримала архітектурну нагороду «Betongtavlen», зокрема через вимогливу конструкцію складного даху та за те, як вентиляційна система будівлі використовує теплову масу бетону для зменшення споживання енергії для охолодження та опалення.